# Noetissexualidade

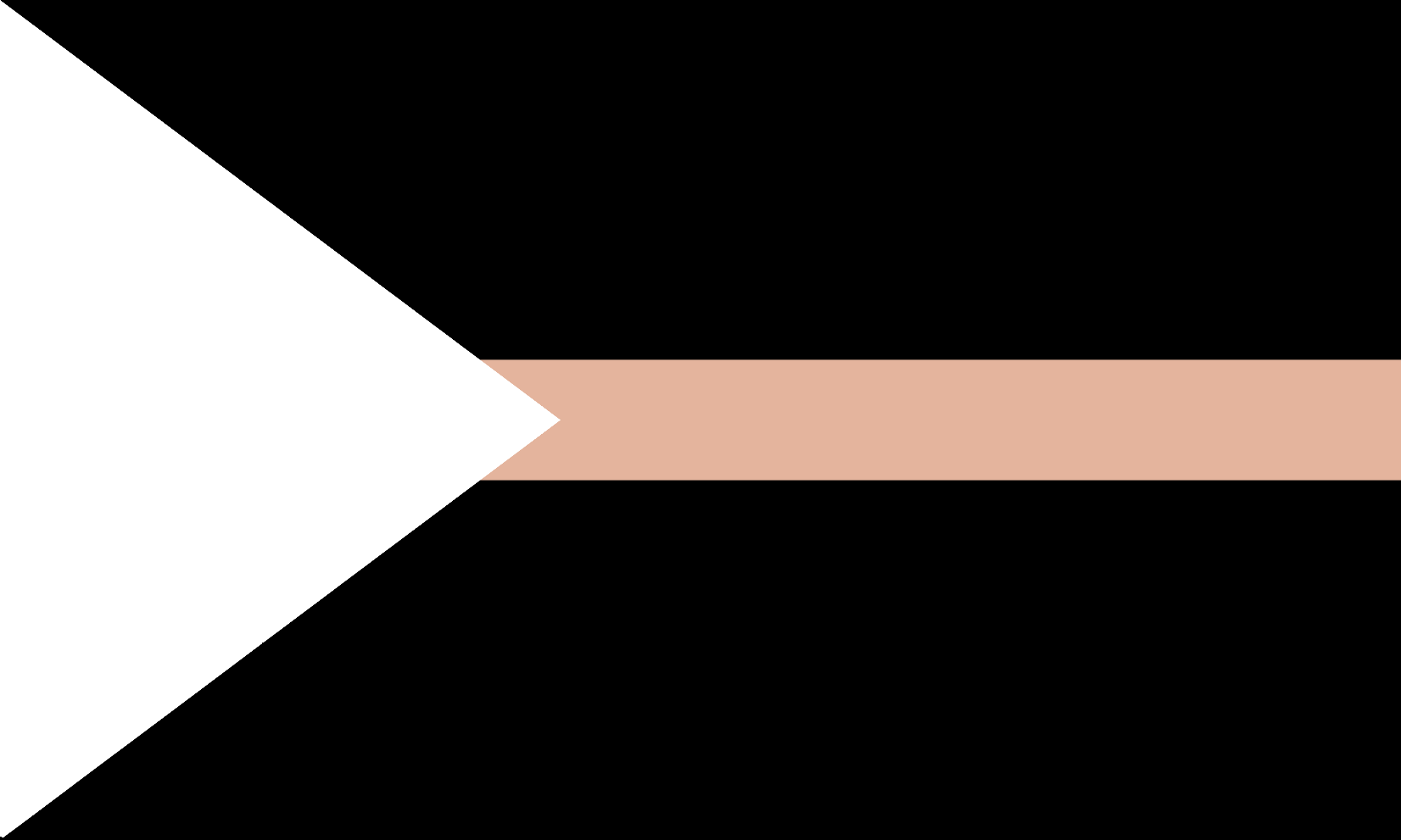
Bandeira noetissexual, criada por Michon Neal.

Noetissexualidade (noêti, por vezes noéti) é um espectro da área cinza da assexualidade que se caracteriza pela atração sexual e/ou romântica às pessoas baseando-se em sua mentalidade, perspectivas de mundo e pontos de vista, carisma, gostos, capacidades imaginativas e outros aspectos ligados ao jeito de ser, ou personalidade, de um indivíduo. 
Alguns se referem a noetissexualidade como uma manifestação mais estrita dos espectros demi e âmicu da assexualidade, em vista de uma necessidade de envolvimento pessoal para enfim conhecer os traços mentais da pessoa a quem possa se dirigir tais atrações.
Não obstante, de acordo com o terapeuta sexual Chantal Bachelet-Podar, atrações direcionadas à mentalidade e intelectualidade podem ser tão eróticas quanto a atração física comum da alossexualidade.

## Etimologia
O termo noetissexual é um neologismo provavelmente advindo de nous do grego, isto é, algo noético, que pertencente ao âmbito intelectual e da mente, referindo-se a uma preferência e excitação sexual e/ou romântica pela mentalidade. 

## Bandeiras
A primeira proposta de bandeira noetissexual foi feito por Michon Neal em 28 de outubro de 2016, esta foi tomada como oficial desde então.
Os significados dados à bandeira pelo autor são:
- Preto: representa o oculto, secreto ou desconhecido. Pois a forma com que a mente de alguém funciona é um mistério;
- Branco: a abertura desejada para se aprender mais sobre os mistérios da mente de alguém;
- Bege: a estabilidade numa proximidade entre pessoas atraídas pela mente uma da outra.[1][6]

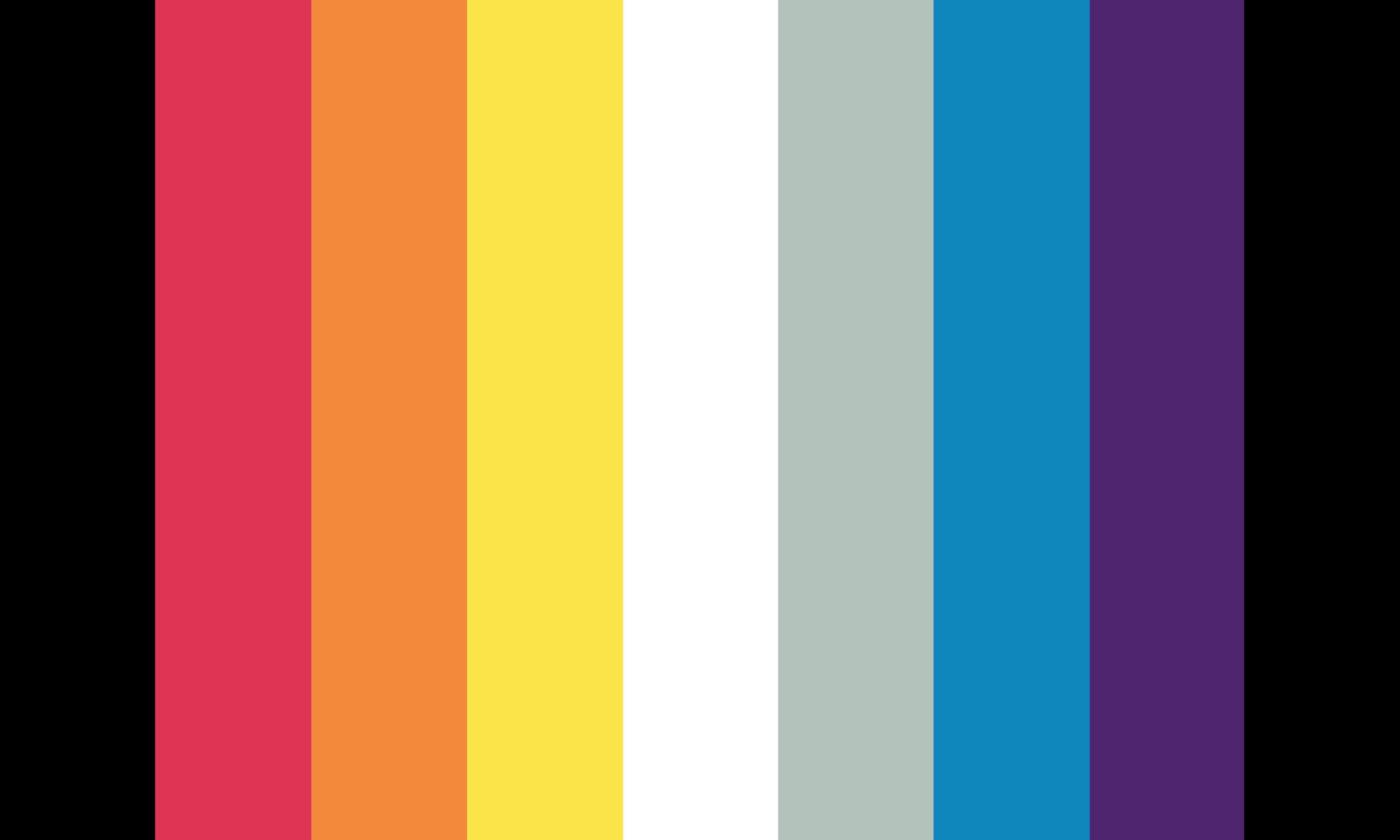
Bandeira do orgulho Noeti, criada por Pride-Flags.

Há outra bandeira que por sua vez representa a orientação noeti como um todo. Ela tem diversas faixas coloridas com cores inspiradas em fotos do espaço, pois, segundo quem a criou "assim como o universo, a mente pode ser um lugar misterioso e fascinante que vale a pena explorar e aprender sobre".  Os significados atribuídos às cores da bandeira são:
- Pretas: Mistério, como a vastidão do espaço;
- Vermelha e laranja: pessoas femininas ou alinhadas com o gênero mulher;
- Amarela: gêneros não-binários;
- Branca e cinza: xenogêneros, identidades do espectro agênero e outras identidades não citadas;[8]
- Azul: pessoas masculinas ou alinhadas com o gênero homem;
- Roxa: identidades entre gêneros binários e intergêneros.

## Diferente de sapio
A princípio a noetissexualidade foi enunciada como um termo que substituiria o problemático sapiossexual, embora se possa advogar que os dois termos se referem a um só espectro da área cinza, há de se levar em conta que a noetissexualidade é muito mais ampla e ligada à mentalidade em geral, isto é, formas de pensar, expressar e vivenciar; ou, em suma, atração pelo jeito de ser, pela personalidade. Enquanto a sapiossexualidade é intrinsecamente ligada à atração sexual e/ou romântica puramente pela inteligência.

## A experimentação noeti
A noetissexualidade é experimentada como uma atração pela mentalidade ao invés de puramente pela inteligência. É uma forma de amor e desejo pela paisagem mental, pela forma de pensar, pela criatividade, engenhosidade, tolice, humor, uso de palavras e gestos únicos a cada pessoa. São tais jeitos particulares que faram com que uma atração e/ou paixão se desenvolva e, assim como na sapiossexualidade, por muitas vezes serão de pouca importância os aspectos físicos, sexo biológico ou status social do ente a quem a atração se dirige.

## Condicionantes e orientações
Muito embora os espectros da área cinza não levem em conta as orientações sexual e/ou romântica como condicionantes à atração experimentada pelos mesmos. Como os exemplos
- da  própria noetissexualidade que apresenta como condição ao surgimento de atração à mentalidade;
- da demissexualidade que apresenta como condição ao surgimento de atração a formação de uma conexão emocional profunda com alguém;[11]
- da fraissexualidade que apresenta como condição ao surgimento de atração o não desenvolvimento de uma conexão emocional profunda, isto é, o oposto de demi.[12][13]

É comum que pessoas grace (isto é, pessoas que se identificam em espectros da área cinza) se identifiquem com alguma, assim sendo, é necessário diferenciar sexualidade como um todo de seus aspectos de orientação, seja sexual e/ou romântica. Assim, alguém pode se identificar como noeti, ou outro espectro da área cinza, e como hétero, homo, bi etc. ao mesmo tempo. Tal rotulação é relevante para reconhecer e/ou completar uma identidade, identificando as relações que venham a desejar seguir. 
A combinação de rótulos também ajudam na comunicação de uma identidade a outros, assim:
- alguém que se identifique como hétero noetissexual está expressando sua atração noeti apenas direcionado ao sexo oposto; ou
- alguém que se identifique como homo noetissexual está expressando sua atração noeti apenas direcionado ao mesmo sexo.

E assim por diante com outros rótulos (bi, pan etc.).

## Romanticidade

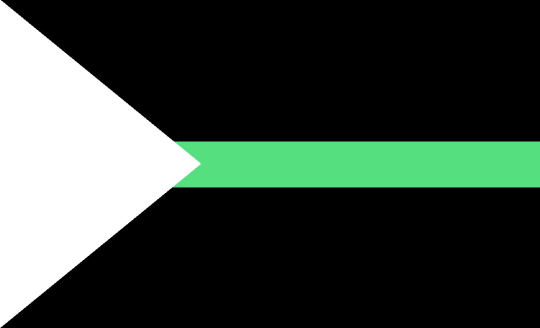
Bandeira noetirromântica, criada por Beyond MOGAI Pride Flags.

Embora tenhamos tratando a noetissexualidade como um espectro da área cinza, esta pode surgir apenas como uma orientação romântica, isto é, alguém pode ser alossexual, mas ter atração romântica exclusivamente noeti, ou dentro de outro espectro da área cinza.
Assim como pode ser um assexual estrito e sentir apenas atração romântica noeti.